# Sicherheit im DB-Konzern

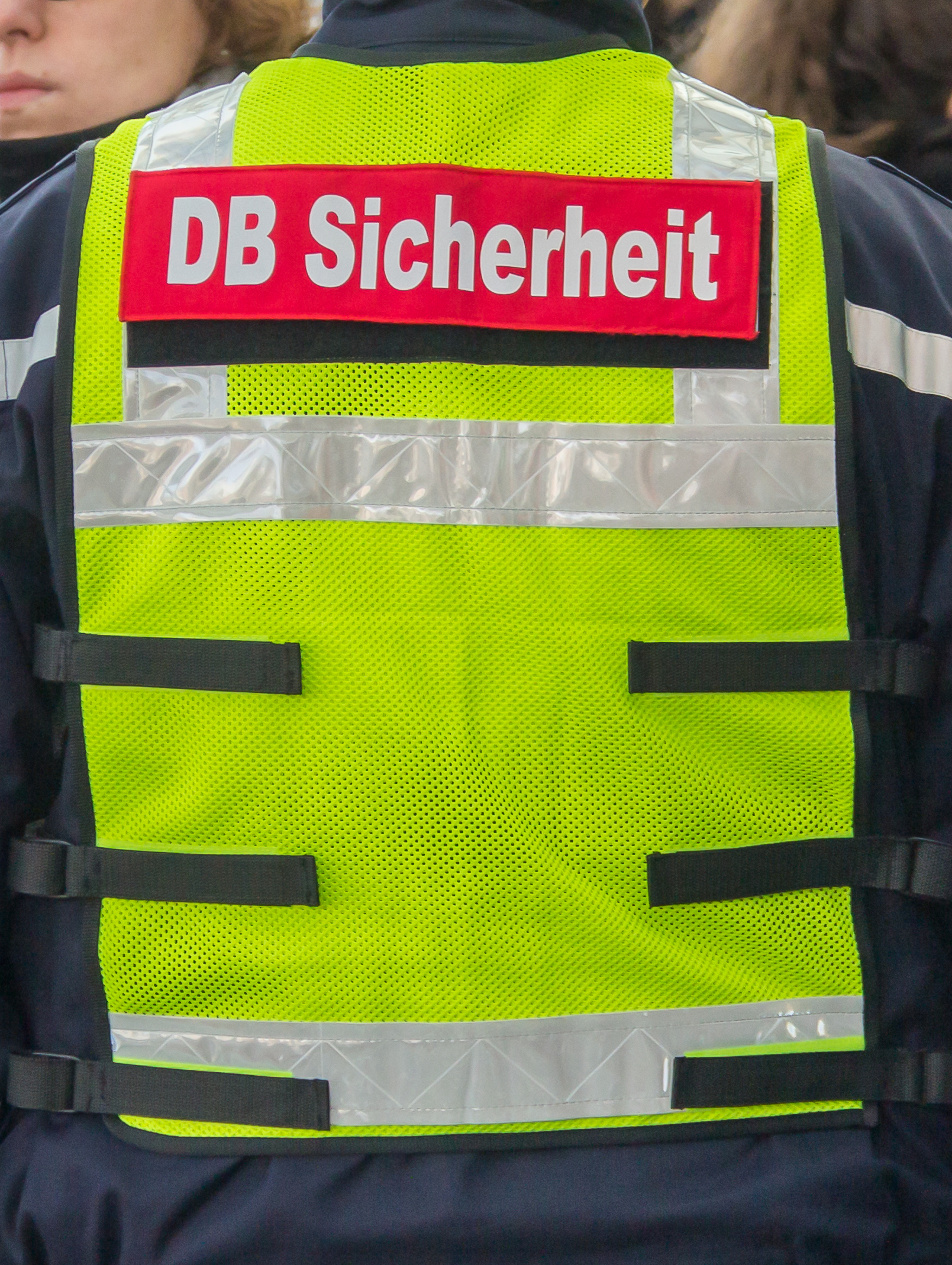
Mitarbeiter der DB Sicherheit

Sicherheit im DB-Konzern umfasst alle Maßnahmen, die seitens der Deutschen Bahn getroffen werden, um präventiv und operativ gegen Straftaten vorzugehen, die in ihrem Zuständigkeitsbereich begangen werden oder begangen werden könnten.

## Kriminalität im Bereich der Deutschen Bahn
Es konnte ein genereller Anstieg der Straftaten in den Objekten und Anlagen der Deutschen Bahn verzeichnet werden, dieser belief sich im Jahr 2022 auf rund 20 % im Gegensatz zum Vorjahr. Durch die verstärkte Präsenz der bahneigenen Ordnungskräfte und der damit verbundenen Maßnahmen konnte insbesondere im Bereich der Hausrechtsverstösse ein Anstieg um 35 % verzeichnet werden. Laut Angaben des Konzerns sei dieser Anstieg jedoch auch auf das höhere Reisendenaufkommen und die notwendige Durchsetzung der Maßnahmen zur Bekämpfung der Corona-Pandemie zurückzuführen. Auch Straftaten im Bereich des Metalldiebstahls sind insgesamt um 20 % angestiegen. Weitere Straftaten sind im Bereich des Aufbruchs von Fahrkartenautomaten zu verzeichnen. Die Feststellungen von Straftaten im Bereich des Graffiti sind im besagten Zeitraum leicht zurückgegangen. Die Tatsache, dass die Anzahl der Übergriffe auf Sicherheitsmitarbeiter der DB insgesamt rückläufig ist, ist auch dem Einsatz von Body-Cams und Schutzhunden geschuldet.

## Maßnahmen

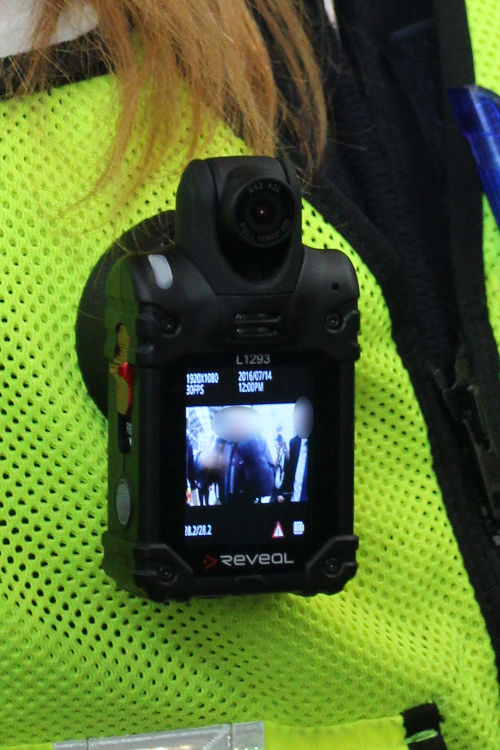
Bodycam bei der Deutschen Bahn

In diesem Abschnitt werden einige der von der Deutschen Bahn getroffenen Sicherheitsmaßnahmen zusammengefasst; diese werden konzern-intern unter dem Stichwort „Sicher unterwegs 68“ fokussiert und sollen eine spürbare Erhöhung der Sicherheit für Reisende und Mitarbeiter erzielen. Hierfür wurden im Jahr 2022 rund 180 Mio. Euro seitens der Bahn ausgegeben.

### Budget, Personal, Kooperation mit der Polizei
Im Jahr 2022 gab der DB-Konzern 180 Mio. Euro für die Sicherung seiner Liegenschaften aus. Insgesamt waren 4300 Sicherheitskräfte zu diesem Zweck im Einsatz. Es existiert eine Ordnungspartnerschaft mit der Bundespolizei, die bahnpolizeiliche Aufgaben hat. So können koordiniert Maßnahmen gegen Störer oder Straftäter getroffen werden. Laut Angaben des DB-Konzerns seien hierfür rund 5500 Beamte im Einsatz. Durch eine höhere Präsenz im Bereich von Zügen und Bahnhöfen sollen Straftäter abgeschreckt werden, verstärkt und anlassunabhängig im Regional- und Fernverkehr, wo dies vorher vor allem nur bei größeren Veranstaltungen wie Fußballspielen der Fall war. Der Einsatz von Sicherheitskräften ist hierbei in den Verkehrsverträgen geregelt; im genannten Zeitraum wurden jedoch im Bereich des Regionalverkehrs 180.000 zusätzliche Stunden von Sicherheitskräften angefordert, im Fernverkehr waren es 100.000 Stunden, was in beiden Bereichen einer Verdopplung entspricht. Im Bereich der Bahn besteht ein kontinuierlicher Lageaustausch mit den Sicherheitsbehörden; Sicherheitsthemen werden über sechs Lage- und Einsatzzentralen in den Regionalbereichen der DB Sicherheit rund um die Uhr koordiniert. Diese Einsatzzentren sind Ansprechpartner für die Geschäftsfelder, konzernexterne Eisenbahnverkehrsunternehmen (EVU) und Behörden. Stand 2023 werden weiterhin Stellen im Bereich der Sicherheit geschaffen und Ausbildungskapazitäten erweitert. Mitarbeiter der DB Sicherheit erhalten viermal pro Jahr eine Schulung, hierfür wurden im genannten Zeitraum 93.000 Stunden absolviert. 
Die aus dem Sicherheitspersonal gebildeten Doppelstreifen werden zusätzlich von mobilen Unterstützungsgruppen (MUG) unterstützt. Deren Mitarbeiter verfügen über besondere Qualifikationen für anspruchsvolle Einsätze. Die Zusammenarbeit mit der Polizei beinhaltet außerdem gemeinsame Übungen, die Vermittlung von Qualifikationen für den Einsatz im Bahnbereich und die gemeinschaftliche Planung und Bewältigung von besonderen Lagen, z. B. bei Fußballspielen.

### Technische Maßnahmen
In 800 Bahnhöfen sind deutschlandweit rund 9000 Überwachungskameras im Einsatz, die Anzahl der verfügbaren Kameras wurde somit innerhalb von zwei Jahren um 1000 erhöht. Diese Zahl soll bis 2024 auf 11.000 Kameras ansteigen; Zugriff auf die Aufzeichnungen habe laut Angaben der Deutschen Bahn ausschließlich die Bundespolizei. Für dieses Projekt würden insgesamt 180 Mio. Euro ausgegeben. Die Anzahl der Kameras in den Zügen des Regional- und S-Bahnverkehrs beläuft sich nach Angaben des zugrunde liegenden Berichts auf 45.000.

### Prävention und Sozialarbeit
Für die Prävention in Bahn-Anlagen und Bahnhöfen wurden sechs Präventionsteams eingerichtet, die über Gefahren und das richtige Verhalten in diesen Bereichen informieren, außerdem wird Präventionsarbeit an Schulen und in anderen Einrichtungen geleistet, dort werden beispielsweise Informationsveranstaltungen organisiert. In Zusammenarbeit mit den Bildungsbehörden der Länder wurden Multiplikatorenschulungen in das Programm bei den gesetzlich vorgeschriebenen Fortbildungsveranstaltungen für Lehrkräften aufgenommen. Mit dem Innen- und Verkehrsministerium wurde eine weitere Vereinbarung zur sicherheitswirksamen Sozialarbeit getroffen, in die neben den Sicherheitskräften der Deutschen Bahn und der Bundespolizei auch die Mitarbeiter der Bahnhofsmissionen einbezogen werden sollen.

### Bedrohungsmanagement
Sollten Mitarbeiter der Deutschen Bahn Bedrohungen und Belastungen ausgesetzt sein, so steht ihnen das Bedrohungsmanagement rund um die Uhr zur Verfügung. Dort wird dann über eine mögliche Intervention entschieden, die von einem sofortigen Polizeieinsatz über dispositive Personalmaßnahmen bis zu Unterstützungs- und Beratungsangeboten reicht.